# Hands Up!
Hands Up! er en amerikansk stumfilm fra 1916 af Allan Dwan.

## Medvirkende
- Douglas Fairbanks.
- Bessie Love som Sarah May.
- Sam De Grasse som Bud Frazer.
- Pomeroy Cannon som en Bob Evans.
- Joseph Singleton som Weazel.